# هاروی اتکین
هاروی اتکین (انگلیسی: Harvey Atkin؛ زادهٔ ۱۸ دسامبر ۱۹۴۲ - درگذشته ۱۷ ژوئیهٔ ۲۰۱۷) یک بازیگر سینما اهل کانادا بود.
از فیلم‌ها یا برنامه‌های تلویزیونی که وی در آن نقش داشت می‌توان به هوی متال، یک پلیس سرسخت و مراقبت‌های ویژه اشاره کرد.